# Энтолома свинцово-белая
Энтолома свинцово-белая (лат. Entoloma lividoalbum) — вид грибов семейства энтоломовые (Entolomataceae).
Синонимы:
- Rhodophyllus lividoalbus Kühner & Romagn. 1954basionym

## Биологическое описание

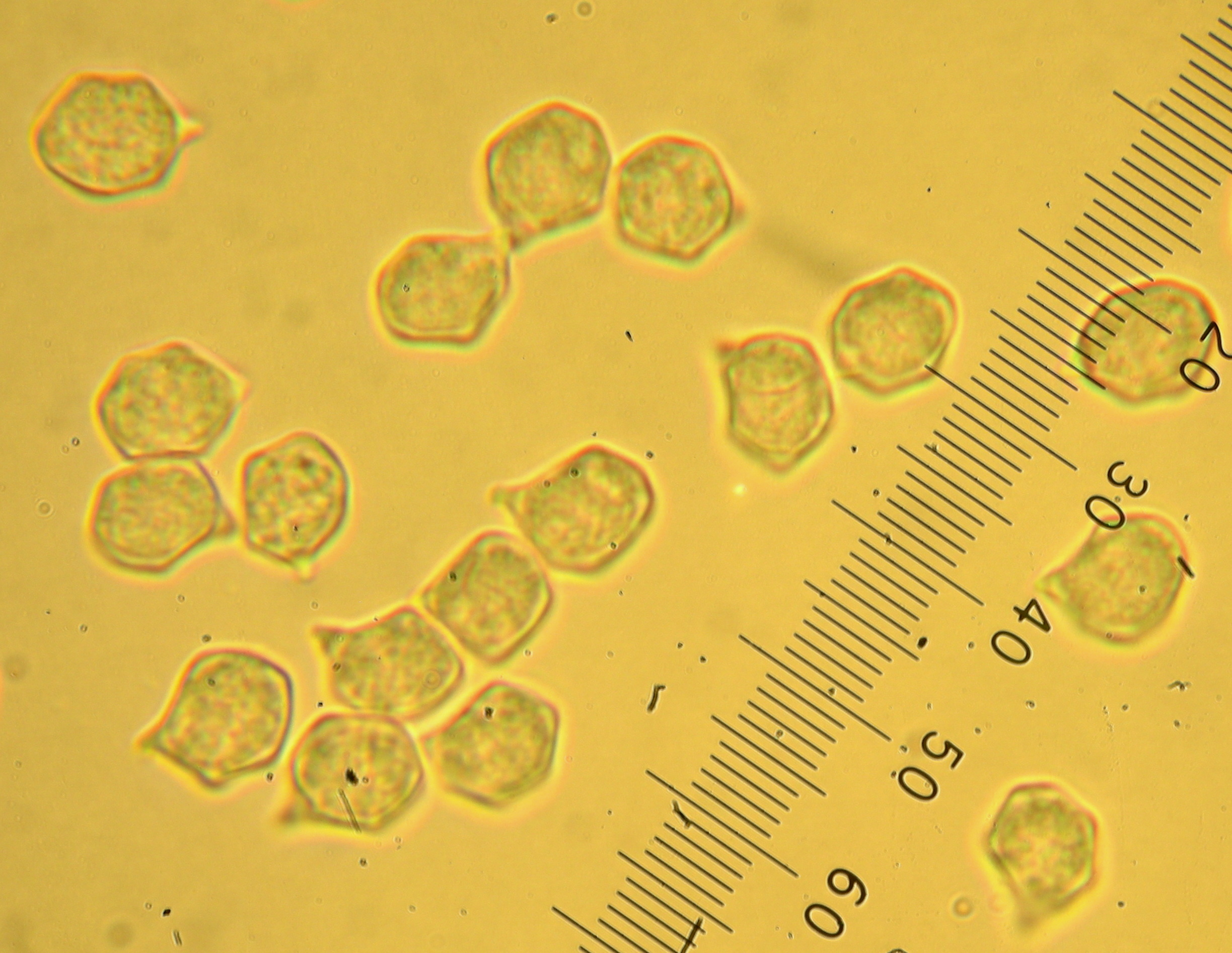
Угловатые споры Entoloma lividoalbum

- Шляпка 3,5—9 см в диаметре, в молодом возрасте конической формы, затем раскрывается до выпуклой и плоско-выпуклой, с широким бугорком в центре, гигрофанная, жёлто-коричневого цвета, при подсыхании светлеет до светло-охристой или сероватой, во влажную погоду слабо слизистая. Край шляпки у молодых грибов подвёрнут.
- Мякоть плотная, белого цвета, с сильным мучнистым запахом и неприятным мучнистым вкусом.
- Гименофор пластинчатый, пластинки довольно частые, приросшие к ножке, в молодом возрасте беловатые, затем розовеют, с неровным, неправильно зубчатым краем.
- Ножка 3—7 см длиной и 0,8—2 см толщиной, цилиндрической формы или расширяющаяся книзу, белого или кремового цвета, гладкая, в верхней части иногда покрытая хлопьями, неполая. Кольцо отсутствует.
- Споровый порошок розового цвета. Споры 8—11×8—9 мкм, угловатые. Базидии четырёхспоровые, 35—50×10—14 мкм, с пряжками. Цистиды отсутствуют. Пилеипеллис — кутис, состоящий из узких цилиндрических гиф до 12 мкм толщиной.
- Энтолома свинцово-белая считается несъедобным грибом.

## Ареал и экология
Энтолома свинцово-белая широко распространена в Европе, однако встречается редко. Произрастает в лиственных лесах, на опушках и обочинах, осенью.